# Marek Antoniusz Kretyk
Marek Antoniusz Kretyk (Marcus Antonius Creticus; Marcus Antonius M.f. M.n.) (zm. ok. 72 p.n.e.) – polityk rzymski. Syn Marka Antoniusza Oratora.  Pretor w 74 r. p.n.e. Decyzją senatu otrzymał dowództwo floty i władzę nad wybrzeżem Morza Śródziemnego celem oczyszczenia mórz z piratów. W pierwszym roku działał na zachodzie, w Ligurii, Hiszpanii i na Sycylii. Zachłanność pchnęła go do użycia posiadanej władzy do plądrowania prowincji, w szczególności Sycylii.  W mowie oskarżycielskiej przeciwko Gajuszowu Werresowi namiestnikowi Sycylii, Cyceron,  zbijając argumenty obrony wskazującej na to że postępowanie Werresa było naśladownictwem polityki Antoniusza, wydał bardzo negatywną opinię o Marku Antoniuszu i jego pełnej chciwości i niesprawiedliwości działalności w tej prowincji. Natomiast Antoniusz nie uzyskał żadnych sukcesów w zadaniu, do którego został wyznaczony. Bezskutecznie walczył z Kreteńczykami, oskarżanymi o współpracę z Mitrydatesem VI królem Pontu z którym wówczas Rzymn prowadził wojnę,  i sprzymierzonymi z nimi piratami, tracąc przy tym większą część floty. Został zmuszony do zawarcia pokoju z Kreteńczykami. Zyskało mu to ironiczny przydomek "Kretyk". Zmarł wkrótce potem, nie powróciwszy do Rzymu. Według Plutarcha niezbyt sławny w sprawach politycznych ani znakomity, ale dobrotliwy i zacny.  Według innych antycznych źródeł, był wyjątkowo chciwym i niedołężnym urzędnikiem. Pierwszą jego żoną była Numitoria z Fregellae (współcześnie Ceprano), następnie był żonaty z Julią, córką Lucjusza Cezara, daleką krewną dyktatora Cezara.
Małżeństwa i dzieci
- Numitoria
- Julia
  - Marek Antoniusz
  - Gajusz Antoniusz
  - Lucjusz Antoniusz